# Chania multitudinisentens
Espèce
Chania multitudinisentens est une espèce de bactéries gram-négatives de la famille des Yersiniaceae.

## Historique
La souche bactérienne RB-25, qui deviendra la souche type de l'espèce Chania multitudinisentens a été isolée en Malaisie, d'un échantillon de sol prélevé dans une ancienne décharge à Ayer Hitam près de la ville de Puchong.

## Description
Les Chania multitudinisentens sont des bacilles mobiles aérobies dont la coloration de Gram est négative. Elles mesurent 3 à 4 µm de large pour 7,5 µm à 9 µm. Elles sont non-pigmentées en culture.
Leur croissance optimale sur milieu LB se produit à 28 °C à un pH compris entre 5,0 et 8,0 et avec 1 % (w/v) de NaCl. Une concentration en NaCl de 9 % empêche la croissance de ces bactéries. Elles sont capables de détecter le quorum, c'est-à-dire de détecter la densité de sa population.
La réaction de Voges–Proskauer, l'oxydation du glucose et la production de gaz sont négatifs. De même, les tests biochimiques pour la tétrathionate-réductase, la gluconate déhydrogénase et la 2-cétogluconate déhydrogénase donnent des résultats négatifs aussi.
Les acides gras cellulaires majoritaires sont les C16:0, C18:1ω7c. La quinone isoprénoïde majoritaire est la quinone Q-8. Les lipides polaires majoritaires de cette espèce sont les Phosphoaminolipides, phosphatidyléthanolamine et le phosphatidylglycérol.
Le contenu en bases nucléiques G+C est de 50,9 %.

## Taxonomie
Le nom correct complet (avec auteur) de ce taxon est Chania multitudinisentens Ee et al. 2016.
La souche type de cette espèce est la souche RB-25, déposée dans des banques de cultures bactériennes sous les identifiants DSM 28811 et LMG 28304.
Chania multitudinisentens a pour synonyme :
- Serratia multitudinisentens Lim et al. 2015

### Étymologie
L'étymologie du nom d'espèce de Chania multitudinisentens est la suivante : mul.ti.tu.di.ni.sen’tens. L. fem. n. multitudo (gen. multitudinis), un grand nombre, foule; N.L. pres. part. sentens, resentir (sentiens serait probablement mieux); N.L. fem. part. adj. multitudinisentens, sensible au nombre.

### Phylogénie
Lors de sa description, l'utilisation des séquences des gènes fusA, pyrG, rplB, rpoB et sucA, ont permis de classer le genre Chania et l'espèce C. multitudinisentens dans la famille des Enterobacteriaceae avec les espèces Rahnella aquatilis et Pantoea rwandensis étant les deux plus proches espèces à ce moment-là. La distance avec les genres Rahnella, Serratia, Pectobacterium, Pantoea et Gibbsiella est suffisamment grande, vu l'homologie de séquence de l'ARNr 16S inférieure à 96,5 %, pour justifier de la création d'un nouveau genre et d'une nouvelle espèce.